# Anant Singh
Anant Singh est un producteur de cinéma sud-africain, né le 29 mai 1956 à Durban dans le Natal (depuis 1994 KwaZulu-Natal).
Il est directeur des productions de films indépendants, Videovision Entertaiment et Distant Horizon. Reconnu comme producteur de film éminent, il a produit plus de soixante films depuis 1984 dont il est responsable de plusieurs films anti-apartheid tournés en Afrique du Sud.

## Biographie
Anant Hareebrun Singh est né le 29 mai 1956 à Durban dans le Natal, où il grandit.
Il étudie à l'université de Durban-Westville. Il la quitter à ses dix-huit ans pour commencer sa carrière cinématographique, après avoir acheté une boutique de location des pellicules en format 16 mm qu'il la transformera aussitôt en distribution de vidéo, baptisée Videovision Entertaiment. Cette boutique devient, en 1984, une société de production en compagnie du réalisateur sud-africain Darrell Roodt qui y lancera le premier film Place of Weeping en 1986.
Il est membre du Comité international olympique (CIO) depuis 2016.

## Filmographie

### Cinéma
- 1983 : La Vérité d'Henderson (City of Blood) de Darrell Roodt
- 1984 : Go for the Gold de Stuart F. Fleming
- 1985 : Deadly Passion de Larry Larson
- 1987 : Tenth of a Second de Darrell Roodt
- 1987 : Operation Hit Squad de Tonie van der Merwe et Kathy Viedge (producteur délégué)
- 1988 : The Stick de Darrell Roodt
- 1988 : Quest for Love de Helena Nogueira (producteur délégué)
- 1989 : Final Cut de Frans Nel
- 1989 : Assassin en sous-sol (Deadly Obsession) de Jenö Hodi
- 1989 : Thrilled to Death de Chuck Vincent (producteur délégué)
- 1990 : Le Traqueur (Reason to Die) de Tim Spring (producteur délégué)
- 1990 : Impact de Frans Nel
- 1990 : Hellgate de William A. Levey
- 1990 : Bedroom Eyes II de Chuck Vincent (producteur délégué)
- 1991 : American Kickboxer de Frans Nel
- 1991 : The Road to Mecca de Athol Fugard et Peter Goldsmid (producteur délégué)
- 1992 : Terminal Bliss (en) de Jordan Alan (producteur délégué)
- 1992 : Chain of Desire de Temístocles López (producteur délégué)
- 1992 : Sarafina ! (Sarafina!) de Darrell Roodt
- 1993 : Un père en cavale (Father Hood) de Darrell Roodt
- 1993 : To the Death de Darrell Roodt
- 1994 : Dead Beat de Adam Dubov (producteur délégué)
- 1994 : Captives de Angela Pope (producteur délégué)
- 1994 : Countdown to Freedom: 10 Days That Changed South Africa de Danny Schechter
- 1995 : The Mangler de Tobe Hooper
- 1995 : Pleure, ô pays bien-aimé (Cry, the Beloved Country) de Darrell Roodt
- 1996 : Scorpion Spring de Brian Cox
- 1997 : Face de Antonia Bird (producteur délégué)
- 1998 : Paljas de Katinka Heyns
- 1998 : Comme un garçon (Get Real) de Simon Shore (producteur délégué)
- 1998 : Envole-moi (The Theory of Flight) de Paul Greengrass
- 2001 : The Long Run (en) de Jean Stewart
- 2001 : La Légende de Zu (Shu shan zheng zhuan) de Tsui Hark (producteur délégué)
- 2001 : Happy Now de Philippa Cousins (producteur délégué)
- 2001 : Mr. Bones de Gray Hofmeyr
- 2001 : Volcano High (WaSanGo) de Kim Tae-gyun (producteur délégué)
- 2002 : Pure Blood de Ken Kaplan (producteur délégué)
- 2003 : Shooting Bokkie de Rob De Mezieres et Adam Rist (coproducteur délégué)
- 2003 : Rose et Cassandra (I Capture the Castle) de Tim Fywell (producteur chez Distant Horizon)
- 2004 : WMD: Weapons of Mass Deception de Danny Schechter (producteur délégué)
- 2004 : Yesterday de Darrell Roodt
- 2004 : Red Dust de Tom Hooper
- 2005 : Dollars and White Pipes de Donovan Marsh
- 2005 : Faith's Corner de Darrell Roodt
- 2005 : Mama Jack de Gray Hofmeyr
- 2006 : The Journalist and the Jihadi: The Murder of Daniel Pearl de Ahmed A. Jamal et Ramesh Sharma
- 2006 : Pulse de Jim Sonzero
- 2007 : Terreur dans la savane (Prey) de Darrell Roodt
- 2007 : Tao of the Golden Mask de Faizon Love
- 2007 : Plus qu'un simple match (More Than Just a Game) de Junaid Ahmed
- 2008 : Pulse 2: Afterlife de Joel Soisson (producteur délégué)
- 2008 : Mr. Bones 2: Back from the Past de Gray Hofmeyr
- 2008 : AmericanEast d'Hesham Issawi
- 2008 : Pulse 3 de Joel Soisson (producteur délégué)
- 2009 : Plunder: The Crime of Our Time de Danny Schechter (producteur délégué)
- 2009 : Barack Obama: People's President de Danny Schechter
- 2009 : Shoot (Don't Look Up) de Fruit Chan
- 2010 : Jozi de Craig Freimond
- 2010 : Outrageous de Bevan Cullinan
- 2010 : Le Plus Vieil Écolier du monde (The First Grader) de Justin Chadwick (producteur délégué)
- 2012 : Material de Craig Freimond (producteur délégué)
- 2013 : Mandela : Un long chemin vers la liberté (Mandela: Long Walk to Freedom) de Justin Chadwick
- 2014 : Kite de Ralph Ziman

### Téléfilms
- 1992 : Incident at Victoria Falls de Bill Corcoran (producteur associé)
- 1999 : Bravo Two Zero de Tom Clegg

## Récompenses et distinctions

### Nominations
- 2006 : Emmy du meilleur téléfilm (Yesterday)